# Ville Räikkönen
Ville Antti Räikkönen (Tuusula, 14 febbraio 1972) è un ex biatleta finlandese.

## Biografia
In Coppa del Mondo ottenne il primo risultato di rilievo il 16 gennaio 1993 a Oberhof/Val Ridanna (75°) e l'unico podio il 14 gennaio 1999 a Ruhpolding (3°).
In carriera prese parte a due edizioni dei Giochi olimpici invernali, Nagano 1998 (3° nella sprint, 27° nell'individuale, 8° nella staffetta) e Salt Lake City 2002 (67° nell'individuale, 12° nella staffetta), e a otto dei Campionati mondiali (4° nella gara a squadre a Pokljuka/Hochfilzen 1998 il miglior risultato).

## Palmarès

### Olimpiadi
- 1 medaglia:
  - 1 bronzo (sprint[2] a Nagano 1998)

### Coppa del Mondo
- Miglior piazzamento in classifica generale: 22º nel 1995 e nel 1998
- 1 podio (a squadre[1]), oltre a quello ottenuto in sede olimpica e valido anche ai fini della Coppa del Mondo:
  - 1 terzo posto